# M-203
La  M-203 es una carretera inacabada de la Red Principal (Comunidad de Madrid) de la Comunidad de Madrid (España). Une las autovías A-3 en Vallecas y la A-2 a la altura de Alcalá de Henares. Su función principal estaba diseñada para descongestionar ambas autovías, enlazándolas a través de una carretera, para que su tránsito fuera mucho más fluido. En los últimos años[¿cuándo?] se han llevado a cabo diversas mejoras en cuestión de seguridad y comodidad.
En 2005 se empezó la ampliación de la vía mediante una nueva autopista de peaje, bajo la denominación MP-203. El objetivo de la ampliación iba a ser descongestionar la A-2 entre Alcalá de Henares y Madrid, un trayecto que en hora punta puede suponer hasta una hora de viaje para cubrir solo 30 kilómetros, ya que este tramo está afectado diariamente por grandes retenciones. Pero la MP-203 se abandonó, tras un desembolso de unos 70 millones de euros entre 2005 y 2007 por parte de Cintra, la empresa concesionaria, dando lugar a un conflicto judicial entre la empresa y la Comunidad de Madrid.

## Recorrido
Localidades que atraviesa
- Alcalá de Henares
- Mejorada del Campo
- Vicálvaro
- Vallecas
- Loeches

## Enlaces

### Alcalá de Henares
- E-90   A-2
- M-300
- M-100
- M-203

### San Fernando de Henares
- M-224
- M-206

### Mejorada del Campo
- M-208

### Rivas-Vaciamadrid
- M-217
- M-823
- M-225
- M-50

### Vicálvaro
- M-45

### Vallecas
- E-901   A-3

## Tramos (autopista)
| Denominación | Tramo                                                                                | km  | Año servicio / Estado (2025)                            |
| ------------ | ------------------------------------------------------------------------------------ | --- | ------------------------------------------------------- |
| M-203        | Enlace A-2 (Alcalá de Henares Oeste) - Enlace M-300 (Alcalá de Henares Oeste)        | 0,5 | 1 carril por sentido: 1998 2 carriles por sentido: 2011 |
| M-203        | Enlace M-300 (Alcalá de Henares Oeste) - Enlace M-203 pkm 17 (Torrejón de Ardoz Sur) | 3,8 | 1 carril por sentido: 1994 2 carriles por sentido: 2007 |
|              | Enlace M-203 pkm 17 (Torrejón de Ardoz Sur) - Refinería CLH                          | -   | Obras suspendidas (pendiente reanudación)               |
| MP-203       | Refinería CLH - Enlace M-206 (Loeches Norte)                                         | 1,1 | 2 carriles por sentido: 2013                            |
|              | Enlace M-206 (Loeches Norte) - Enlace R-3 (Mejorada del Campo Sur)                   | -   | Obras suspendidas (pendiente reanudación)               |

## Trazado de autopista
Esta carretera ha sido recientemente desdoblada en unos cuatro kilómetros de longitud. El tramo está desdoblado desde su inicio en la localidad de Alcalá de Henares y finaliza con el cruce con la carretera  M-206  . Este tramo es libre de peaje.
| Elemento | Nombre de salida (sentido Mejorada del Campo)/Ver de arriba-abajo | Número de salida | Nombre de salida (sentido Alcalá de Henares)/Ver de abajo-arriba | Carretera que enlaza |
| -------- | ----------------------------------------------------------------- | ---------------- | ---------------------------------------------------------------- | -------------------- |
|          | M-100                                                             |                  | Continúa por M-100                                               |                      |
|          |                                                                   | 11B              | Zaragoza                                                         | A-2 E-90             |
|          |                                                                   | 11A              | Alcalá de Henares - Torrejón de Ardoz                            | M-300                |
|          | Torres de la Alameda - Loeches                                    | 9                | Torres de la Alameda - Loeches                                   | M-224                |
|          | Obras suspendidas (pendiente reanudación)                         |                  | Obras suspendidas (pendiente reanudación)                        |                      |
|          | Se incorpora a la M-203                                           |                  | M-203                                                            |                      |

## Autopista MP-203
La autopista de peaje MP-203 debía ser en el futuro una vía de alta capacidad que uniría la autopista de peaje R-3 a la altura de Mejorada del Campo con la autovía A-2 a la altura de Torrejón de Ardoz. El nuevo trazado tendría una longitud de 12 kilómetros y sería sacado a concurso público para su concesión. Partiría de la R-3 y la M-208 a la altura de Mejorada del Campo y finalizaría en el enlace con la actual carretera M-203 y R-3.
Esta autopista supondría un acceso directo a la R-3 desde la A-2, suponiendo una alternativa para acceder al centro de Madrid más directa que la actual R-2, ya que a diferencia de las demás radiales de peaje de Madrid, la R-3 es la única de ellas que tiene continuidad directa hasta la M-30 a través de la M-23. El actual tramo de la M-203 entre el casco urbano de Mejorada del Campo y la futura autopista, se mantendría tal y como se encuentra en la actualidad, sirviendo como acceso al centro del municipio.
El concurso que se publicó en 2005 contenía la concesión, construcción, explotación y conservación de la autopista durante 30 años, siendo la primera autopista de peaje de pago directo por sus usuarios que la Comunidad de Madrid licitaba sin ninguna financiación. Cintra ganó el concurso, y la ampliación debería haber entrado en servicio en 2008 habiendo desembolsado 70 millones de euros. Sin embargo, está paralizada desde 2009 por desacuerdos entre la concesionaria Cintra, filial de Ferrovial, y el gobierno de la Comunidad de Madrid (en aquel momento liderado por Esperanza Aguirre) habiéndose ya construido el 70% del proyecto. 
A esta situación se ha de sumar la negativa del gobierno, propietario de la R-3 y de las vías de alta velocidad, para realizar la conexión y el paso subterráneo de la nueva autopista. Adif no dio permiso para realizar las obras del paso subterráneo de las vías del AVE, con lo que se tuvo que buscar otra solución pasando la autopista por uno de los pasos ya construidos para la M-206, obligando a que el trazado de la nueva autopista hiciera una 'S' en lugar de seguir recto. La conexión con la R-3 también fue denegada por parte del Ministerio de Fomento por desacuerdos sobre quién debía pagar la obra y las consecuencias que tendría en las concesionarias de la R-3 (Iberpistas y Sacyr). Éstas alegaban que la nueva conexión produciría un deterioro económico a sus intereses y que deberían ser indemnizadas por la Comunidad de Madrid. A pesar de no contar con estas autorizaciones, la concesionaria de la nueva autopista inició las obras sin poder conectarla con la R-3 ni pasar por debajo de las vías del AVE.
El 31 de octubre de 2012, después de 3 años sin poder conectar con la R-3, Cintra pidió rescindir el contrato a la Comunidad de Madrid alegando que no se cumplían las condiciones pactadas y no era posible hacerlo efectivo. En 2013 la Comunidad negó la cancelación del contrato alegando que es un problema de la concesionaria y multándola con 5 millones de euros.
El 3 de marzo de 2021, se incluyó en los presupuestos de la Comunidad de Madrid 2021 una partida de 63,2 millones de euros para reanudar las obras que completarían la autopista. Se anunció al respecto que el otoño de 2022 sería la fecha clave para la reanudación de las obras.